# Vlag van Kelantan

Vlag van Kelantan

De vlag van Kelantan, bestaat uit een rood veld met in het midden een witte lading die is afgeleid van het wapenschild van de staat, bestaande uit een halve maan, een vijfpuntige ster, twee speren en een ongeheven kris. Het rood vertegenwoordigt de eerlijkheid van de kolonisten, burgers en koning van Kelantan (de Sultan van Kelantan), terwijl de lading de heiligheid van de Sultan van Kelantan betekent.
De vlag is in 1923 officieel aangenomen.

## Geschiedenis
Tussen 1912 en 1923 nam Kelantan een aanzienlijk ander vlagontwerp aan, dat een witte vlag met een blauwe rand omvat die de top, de Gulp en de hijs van de vlag omhult, en Jawi geschriften die zijn gestileerd als een Hondachtige of een katachtige. Het puntje van de staart wordt geïnterpreteerd als "Kerajaan Kelantan" (waarmee de regering van Kelantan wordt aangeduid), terwijl het hoofdgedeelte van het op dieren gebaseerde geschrift twee passages uit de Koran bevat, een uittreksel van de 13e ayat van de 61e soera, de Al-Saf:

وَأُخْرَىٰ تُحِبُّونَهَا ۖ نَصْرٌ مِّنَ اللَّهِ وَفَتْحٌ قَرِيبٌ ۗ وَبَشِّرِ الْمُؤْمِنِينَ

Pĕrtolongan dari Allah dan kĕmĕnangan yang dĕkat. Dan sampaikanlah bĕrită gĕmbiră ini kĕpadă orang-orang yang bĕriman. / Hulp van Allah en een spoedige overwinning. Geef daarom de blijde tijding aan de gelovigen.

Na de afschaffing van de vlag van 1912-1923 en de invoering van de nieuwe rood-witte vlag in 1924, werd de lading van de nieuwe vlag in de loop der tijd lichtjes verfijnd. Tussen 1928 en 1932 werden er verslagen van de vlag gemaakt die aangaven dat de heraldische elementen van de lading meer leken op die van het wapen. De lading was wit, maar had meer ingewikkelde details aan de binnenkant, en de punten van de ster zijn verbonden met hun tegenoverliggende hoeken door rode lijnen. Deze details zijn sindsdien verwijderd, wat bijdraagt aan een meer silhouet uiterlijk van de lading.

Sultanaat van Kelantan, 1912 - 1923